# Bromure de perfluorooctyle
Le bromure de perfluorooctyle, également appelé Perflubron en pharmacie et 1-bromoperfluorooctane de façon générale, est un fluorocarbure de formule brute C8F17Br. Il s'agit d'un liquide incolore et inodore, chimiquement stable et biologiquement inerte, ayant la capacité de dissoudre d'importantes quantités d'oxygène O2 et de dioxyde de carbone CO2. Il est employé comme produit de contraste en imagerie par résonance magnétique, tomodensitométrie et échographie. Il a également été utilisé comme substitut sanguin ainsi qu'en ventilation liquidienne partielle pour enfants prématurés en insuffisance respiratoire,.
Ce type de composés est susceptible d'améliorer les performances physiques dans les sports d'endurance (cyclisme notamment) et figure par conséquent parmi les substances dopantes interdites.

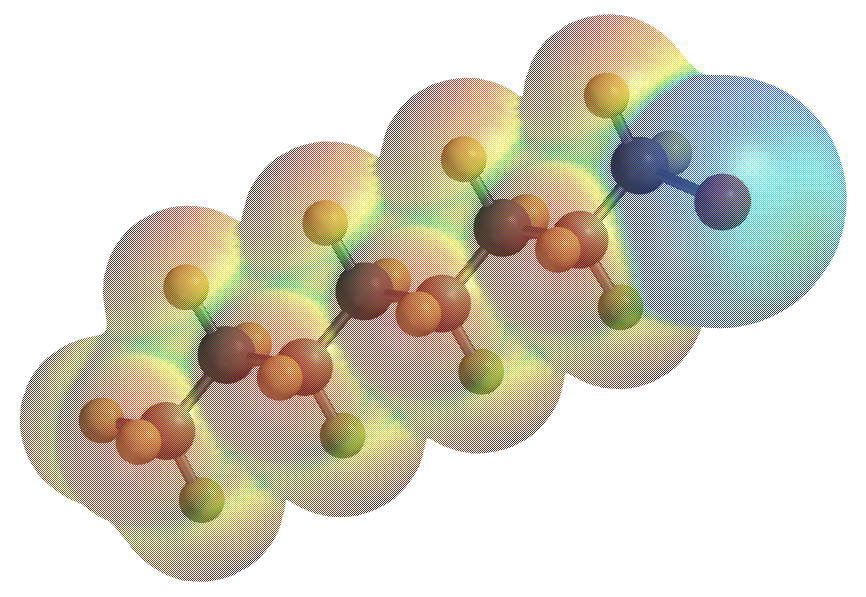
Densité électronique au sein de la molécule de bromure de perfluorooctyle montrant la polarité positive autour du gros atome de brome à droite.